# Gobliiins
Gobliiins er en spilserie bestående af de fire puzzle/adventurespil: Gobliiins, Gobliins 2: The Prince Buffoon, Goblins Quest 3 og Gobliiins 4. Spillene blev udviklet og udgivet af Coktel Vision (senere Sierra On-Line) i begyndelsen af 1990'erne til Amiga, Atari ST, PC og Mac. Gobliiins 4 blev udgivet i 2009. De ældre spil i serien kan spilles på nyere platforme ved benyttelse af programmet ScummVM.